# Акжар (Бухар-Жирауський район)
Акжа́р (каз. Ақжар) — село у складі Бухар-Жирауського району Карагандинської області Казахстану. Входить до складу Кернейського сільського округу.
Населення — 273 особи (2021; 338 у 2009, 448 у 1999, 428 у 1989).
Національний склад станом на 1989 рік:
- казахи — 100 %.